# Харпер, Стивен
Сти́вен Джо́зеф Ха́рпер (англ. Stephen Joseph Harper; род. 30 апреля 1959 года, Торонто) — канадский государственный и политический деятель, 22-й премьер-министр Канады (2006—2015), лидер Консервативной партии.
Харпер стал премьер-министром после того, как его партия сформировала правительство меньшинства на федеральных выборах 2006 года. Он является первым премьер-министром из недавно восстановленной Консервативной партии, после слияния Прогрессивно-консервативной партии и партии «Канадский союз».
Харпер был членом парламента от избирательного округа в Калгари, Альберта с 2002 года. Он был одним из членов-основателей Партии реформ, но вскоре после этого стал главой Национальной коалиции граждан. В 2002 году он сменил Стокуэлла Дея в качестве лидера Канадского союза (преемника Реформистской партии) и вернулся в парламент в качестве лидера оппозиции. В 2003 году он достиг соглашения с лидером Прогрессивно-консервативной партии Питером Маккеем для слияния двух партии в форме воссоздания Консервативной партии Канады. Он был избран первым постоянным лидером партии в марте 2004 года.
Консервативная партия получила меньшинство в октябре 2008 года на федеральных выборах, показав небольшое увеличение процента голосов избирателей и увеличив представительство в Палате общин Канады до 143 из 308 мест. Из-за низкой явки избирателей произошло некоторое уменьшение общего количества голосов, поданных за Консервативную партию.
На федеральных выборах в мае 2011 года Консервативная партия во главе с Харпером одержала победу (166 мест в Палате общин из 308) и таким образом впервые с 2000 года в Канаде было образовано так называемое правительство большинства.
После поражения на парламентских выборах 2015 года Харпер подал в отставку с поста премьер-министра и лидера Консервативной партии. В августе 2016 года ушёл из политики, досрочно подав в отставку с поста депутата парламента.

## Ранние годы
Стивен Харпер родился в Торонто 30 апреля 1959 года, был первым из трёх сыновей Маргарет (урождённой Джонстон) и Джозефа Харриса Харпера, бухгалтера компании Imperial Oil. Стивен посещал Нортлейскую школу, а затем среднюю школу Джона Г. Алтхауса и Институтский колледж Ричвью, оба в Центральном Этобико. Окончив школу в 1978 году, Харпер поступил в Университет Торонто, но бросил его после двух месяцев учёбы. Затем он переехал в Эдмонтон, провинция Альберта, где нашёл работу в почтовой службе в отеле Imperial Oil. Позже он работал в компьютерном сервисе компании. Затем поступил в Университет Калгари, где получил степень бакалавра в области экономики. Позже он вернулся туда, чтобы получить степень магистра по экономике в 1993 году. Харпер сохранил тесные связи с Университетом Калгари и часто читает там лекции.

## Политическая карьера
Политикой заинтересовался ещё в школе, где входил в клуб Молодых либералов, однако отошёл от Либеральной партии из-за несогласия с Национальной энергетической программой премьер-министра Пьера Трюдо.
1985 г. — начало политической карьеры в качестве помощника члена Палаты общин Канады от Прогрессивно-консервативной партии Дж. Хокса. В 1987 году стал одним из основателей Канадской партии реформ. В 1988 г. работал помощником члена Палаты общин от Партии реформ Д. Грей. В 1993 году был избран в Палату общин. В 1997 году Харпер прервал парламентскую деятельность и занял пост Президента Национальной коалиции граждан — общественной организации, занимавшейся защитой фундаментальных политических и экономических свобод канадцев.
С 2002 г. — депутат Палаты общин и лидер консервативно-реформистского Канадского союза. В этом качестве до конца 2003 года являлся руководителем «официальной оппозиции». 20 марта 2004 года избран лидером объединённой Консервативной партии Канады и лидером оппозиции в Палате общин.
23 января 2006 года на парламентских выборах Консервативная партия Канады заняла первое место (124 мест в Парламенте из 308-и). И хотя ни одной партии, в том числе Консервативной, не удалось занять большинство депутатских кресел, как лидер партии, получившей относительное большинство голосов избирателей, Харпер 6 февраля 2006 года был назначен премьер-министром Канады.
В марте 2009 года Харпер обвинил американских потребителей и инвесторов в беспечности и отказе от консервативных ценностей, приведших, по его мнению, к кризису 2008 года: «Главной причиной спада стало то, что многие люди с Уолл-стрит, а также многие потребители и покупатели жилья поверили в то, что можно жить не по средствам и это сойдёт с рук».
20 октября 2015 года объявил о своём уходе в отставку, так как Консервативная партия Канады проиграла выборы в парламент Канады.

## В культуре
В компьютерной игре «Cretaceous Runner», вышедшей в 2013 году, главным героем является канадский дромеозавр Скилар Хокинс, являющийся прямой отсылкой на Стивена Харпера.
В компьютерной игре «NGU Idle», вышедшей в США в 2019 году, одним из противостоящих игроку боссов (№ 95) является Stephen Harper, изображённый на фоне канадского флага и испускающий лучи из глаз.

## Награды
- Орден Свободы (Украина, 22 августа 2016 года) — за весомый личный вклад в укрепление международного авторитета Украинского государства, популяризацию её исторического наследия и современных достижений и по случаю 25-й годовщины независимости Украины[13].
- Компаньон ордена Канады (2019)[14]